# Requiescat in pace
Requiescat in pace (thường được viết tắt là RIP hoặc R.I.P) là một cụm từ tiếng Latinh thường được viết hoặc khắc trên bia mộ của người đã chết, mang nghĩa là "Hãy yên nghỉ" hoặc "Hãy nghỉ ngơi trong an bình". Truyền thống này xuất phát từ Giáo hội Công giáo, có từ thời Lễ nghi Tridentine.

## Trong các ngôn ngữ khác
- tiếng Mông Cổ: Гүн эмэгнэл элрхийлье
- tiếng Albania: U prehtë në paqe (P.N.P.)
- tiếng Afrikaans: Rus in vrede
- tiếng Anh: Rest in peace
- tiếng Ả Rập: ارقد في سلام (Orqod fi salaam)
- tiếng Azerbaijani: Allah Rehmet elesin
- tiếng Basque: Goian Bego (G.B.)
- tiếng Bengal: চির নিদ্রায় শায়িত
- tiếng Bosnia: Počivaj u miru
- tiếng Belarus: Спачывай у спакоі (Spačyvaj u spakoi)
- tiếng Bulgaria: Почивай в мир (Pochivaj v mir)
- tiếng Catalunya: Descansi en pau (DEP)
- tiếng Trung: 安息 (bính âm: ān xí)
- tiếng Séc: Odpočívej v pokoji
- tiếng Croatia: Počivao/počivala u miru.
- Tiếng Slav Giáo hội / Tiếng Slav Giáo hội cổ:  ([ˈt͡sarsvije nʲɛˈbʲɛsnoje], "Vương quốc Thiên Đường [cho anh ấy/cô ấy]")
- tiếng Đan Mạch: Hvil i fred
- tiếng Hà Lan: Rust in vrede
- tiếng Esperanto: Ripozu pace (R.P.)
- tiếng Estonia: Puhka rahus
- tiếng Faroe: Hvíl í friði
- tiếng Phần Lan: Lepää rauhassa
- tiếng Pháp: Repose en paix (R.E.P.)
- tiếng Đức: Ruhe in Frieden
- tiếng Gruzia: ცხონდეს, ღმერთმა აცხონოს ("May God grant him/her eternal life")
- tiếng Hy Lạp: Αναπαύσου εν ειρήνη ([anaˈpafsu en iˈrini])
- tiếng Hebrew: תהא נשמתו צרורה בצרור החיים (תנצב"ה) (Tehe nishmato tsrura bitsror hahayim)
- tiếng Hindi: दिवंगत आत्मा को शांति (Hindi, India) {divangat Atma ko shanti}
- tiếng Hungary: Nyugodjék békében
- tiếng Iceland: Hvíli í friði (H.Í.F.)
- tiếng Indonesia: Beristirahat dengan Tenang (B.d.T.)
- tiếng Ireland: Ar dheis Dé go raibh a (h)anam (Lit.On God's right may his/her soul be)
- tiếng Ý: Riposi in pace (R.I.P.)
- tiếng Nhật: 安らかに眠れ (Yasurakani nemure)
- tiếng Hàn Quốc: 고인의 명복을 빕니다 (Goinui myeongbogeul bimnida)
- tiếng Kurd: به ئارامی بمر یت
- tiếng Kyrgyz: Жаткан жери жайлуу болсун (Jatkan jeri jayluu bolsun)
- tiếng Litva: Ilsėkis ramybėje
- tiếng Macedonia: Почивај во ми (Pochivaj vo mir)
- tiếng Na Uy: Hvil i fred
- tiếng Ba Tư: روحش شاد یا خدا بیامرزه]‏ در آرامش بمیر]
- tiếng Ba Lan: Spoczywaj w pokoju,
- tiếng Bồ Đào Nha: Descanse em Paz
- tiếng Romania: Odihnească-se în pace
- tiếng Nga: Покойся с миром ([pɐˈkojsʲa s ˈmirom])
  - Trước sửa đổi: Покойся съ миромъ
- tiếng Gael Scotland: Gus am bris an là (lit. Until the day breaks)
- tiếng Serbia: Почивај у миру. (Počivaj u miru)
- tiếng Slovak: Odpočívaj v pokoji
- tiếng Slovene: Počivaj v miru
- tiếng Tây Ban Nha: Descanse en paz/Que en paz descanse (D.E.P./Q.E.P.D.)
- tiếng Thụy Điển: Vila i frid
- tiếng Tagalog: Sumalángit Nawâ (S.L.N., "In heaven may [he/she/they] be")
- tiếng Tajik: ҷояш ҷаннад шавад (dʒojaʂ dʒanat ʂavad)
- tiếng Tamil: பிரிந்த ஆத்துமாவிற்கு சாந்தியை (Tamil, India) {Pirinta āttumāviṟku cāntiyai}
- tiếng Telugu: వెళ్ళిపోయాడు ఆత్మ శాంతి (Telugu, India) {Veḷḷipōyāḍu ātma śānti}
- tiếng Thái: ขอให้ไปสู่สุขคติ
- tiếng Thổ Nhĩ Kỳ: Huzur içinde yat
- tiếng Urdu: امن سے آرام
- tiếng Việt: Hãy An Nghỉ
- tiếng Wales: Gorffwys mewn hedd